# Arthur Abrahams
Arthur Mathias Nicolai Abrahams (11. marts 1836 i København – 11. maj 1905 sammesteds) var en dansk sproglærer, søn af notarius publicus N.C.L. Abrahams og bror til Charles og Severin Abrahams.
Abrahams var lærer i fransk ved Det Kongelige Teaters elevskole og Efterslægtselskabets Skole, hvor han virkede i over 25 år. Blandt de mange viser, han har skrevet til gilder i Studenterforeningen, er især Samson og Dalila blevet populær også uden for den akademiske verden. Jeg synger ej om Amalakiter kan også nævnes. Abrahams, der 1876 udgav sin faders Meddelelser af mit Liv, har selv som ældre mand nedskrevet sine erindringer fra hjemmet og fra Studenterforeningen;  Glimt Fra Min Barndom Og Tidlige Ungdom I Sønderjylland, som blev udgivet i tre bind 1894–96. 